# Wallingford Center
Wallingford Center é uma Região censo-designada localizada no estado americano de Connecticut, no Condado de New Haven.

## Demografia
Segundo o censo americano de 2000, a sua população era de 17.509 habitantes.

## Geografia
De acordo com o United States Census Bureau tem uma área de
18,9 km², dos quais 18,6 km² cobertos por terra e 0,3 km² cobertos por água.

## Localidades na vizinhança
O diagrama seguinte representa as localidades num raio de 24 km ao redor de Wallingford Center.